# 蒋澄宇
蒋澄宇，教授，主要从事呼吸系统肺损伤的分子致病机理及其药物作用机理等方面的研究工作。入选中华人民共和国教育部第七批"长江学者"特聘教授，曾获得中国青年女科学家奖。